# 대한민국의 주택용 소방시설
주택용 소방시설(영어: Residential Fire-fighting Systems of the Republic of Korea)은 화재예방, 소방시설 설치ㆍ유지 및 안전관리에 관한 법률 제8조에 의거해서 단독ㆍ다가구ㆍ연립ㆍ다세대와 같은 일반주택에 설치해야되는 소화기 및 단독경보형감지기를 말한다.

## 개요
국가 및 지방자치단체는 제1항에 따라 주택에 설치하여야 하는 소방시설(이하 "주택용 소방시설"이라 한다)의 설치 및 국민의 자율적인 안전관리를 촉진하기 위하여 필요한 시책을 마련하여야 하며, 설치기준 및 자율적인 안전관리 등에 관한 사항은 특별시ㆍ광역시ㆍ특별자치시ㆍ도 또는 특별자치도의 조례로 정한다.

## 구성

### 소화기
소화약제를 압력에 따라 방사하는 기구로 사람이 수동으로 조작하여 소화(消化)에 사용하는 기구를 말한다. 화재안전기준 '소화기의 형식승인 및 제품검사의 기술기준'을 충족하며, 한국소방산업기술원의 형식승인을 받은 제품이여야한다.

### 단독경보형감지기
화재에 의해서 발생되는 열, 연기 또는 불꽃을 감지하여 작동하는 것으로서 수신기에 작동신호를 발신하지 아니하고 감지기가 단독적으로 내장된 음향장치에 의하여 경보하는 감지기를 말한다. 화재안전기준 '감지기의 형식승인 및 제품검사의 기술기준'을 충족하며, 한국소방산업기술원의 형식승인을 받은 제품이여야한다.

## 설치 대상 및 기준

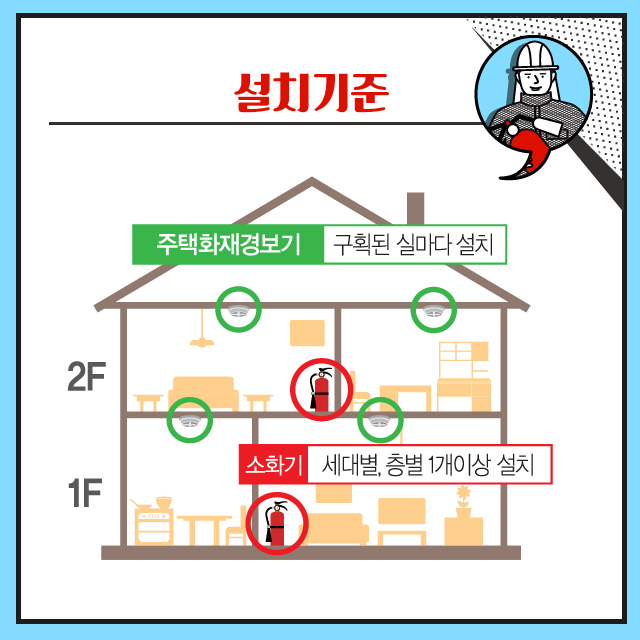
주택용 소방시설 의무설치 카드뉴스

### 대상
- 단독주택(단독·다중·다가구) : 각 가구별로 소유권이 구분되어 있지 않음.(즉, 소유주가 1인)
- 공동주택(연립·다세대) : 각 가구별로 소유권이 구분되어 있음.(즉, 소유주가 여러명)

### 기준
- 단독경보형 감지기 (주택용 화재경보기) : 구획된 실마다 설치
- 소화기 : 세대별, 층별 1개 이상 설치